# Idaea biagita
Idaea biagita är en fjärilsart som beskrevs av W. Warren 1907. Idaea biagita ingår i släktet Idaea och familjen mätare. Inga underarter finns listade i Catalogue of Life.